# Лозаннський університет
Лозаннський університет (фр. Université de Lausanne, UNIL) — університет, розташований у Лозанні, у французькій частині Швейцарії.

## Історія
Університет був організований в 1890 році на основі школи богослів'я (званої також академією), що діяла з 1537 року. Для університету Лозанни в 1898—1906 роках було побудовано нову будівлю на гроші, заповідані уродженцем Лозанни Габрієлем Рюміним (фр. Gabriel de Rumine). Він був вихідцем з російської родини Рюміни, що проживали в Лозанні з 1840 року. До 1980-х років університет розміщувався в цій будівлі, яка досі носить ім'я «Палац Рюміна». Нині університет Лозанни розташований у спеціально для нього збудованому на березі Женевського озера кампусі недалеко від Лозанни в Дорін.

## Структура
Нині в Лозаннському університеті налічується близько 12 000 студентів і 2200 дослідників, у тому числі близько 1500 студентів інших країн, які навчаються в університеті за різними навчальними програмами, включаючи програми обміну з всесвітньо відомими університетами.
Лозаннський університет має сім факультетів:
- Мистецтв,
- Біології та медицини (FBM)
- Бізнесу та економіки (HEC)

- Наук про Землю та довкілля (GSE)

- Права і кримінального правосуддя
- Соціальних і політичних наук (SSP)
- Теології та релігієзнавства (FTSR), Лозаннський університет також включає в себе наступні школи та відділи:
- Школа кримінального правосуддя (ESC),

- Школа французької як іноземної мови (EFLE)

- Літні та зимові курси французької мови (Cours de Vacances)